# Orschweier (Mahlberg)
Orschweier ist ein Ortsteil der Stadt Mahlberg im Ortenaukreis in Baden-Württemberg. Zu Orschweier gehört das südlich von Mahlberg gelegene Dorf Orschweier und der Wohnplatz Bahnstation Orschweier.

## Geographie
Orschweier liegt in der Vorbergzone des Schwarzwalds nahe dem Rhein in der Oberrheinischen Tiefebene zwischen den Städten Freiburg im Breisgau im Süden (ca. 40 km) und Offenburg im Norden (ca. 26 km).

### Nachbargemeinden
Die Gemarkung Orschweier grenzt im Norden an Mahlberg, im Osten an Altdorf, im Süden an Ettenheim und im Westen an Grafenhausen. Zudem grenzt eine Exklave der Gemarkung an Wallburg, Schmieheim und ebenfalls Altdorf.

## Geschichte
Man vermutet, dass der Ort Orschweier 778 zum Kloster Eschau bei Straßburg gekommen ist. In einem aus dem 12. Jahrhundert stammenden Verzeichnis der Besitzungen des elsässischen Klosters Eschau (südlich Straßburg), dessen Gründung man dem Straßburger Bischof Remigius zuschreibt, wird auch Wila Ohlswilere angeführt. Von 1336 an ist eine ritterschaftliche Zeit bis hin zum Verkauf des Dorfes an den Freiherrn Johann von Türckheim im Jahre 1791 nachgewiesen. Johann Freiherr von Türckheim zu Altdorf war der letzte bischöflich straßburgische Leheninhaber. Er kaufte Orschweier von den Freiherren von Brandenstein. Das Kloster Ettenheimmünster hatte noch bei seiner Aufhebung 1803 hier Güter und Rechte. 1806 kam der reichsritterschaftliche Ort unter badische Landeshoheit.
Orschweier war einst eine eigene Pfarrei. Ihr Sprengel umfasste auch das Dorf Mahlberg. Nach dem Kirchenvisitationsprotokoll des Landkapitels Ettenheim von 1666 hatte die Kirche den heiligen Andreas als Patron. Die Urzelle von Orschweier wird um die St. Andreaskapelle auf dem Weg zwischen Orschweier und Mahlberg, dem Platz des gemeinsamen Friedhofes, vermutet. Dieses Areal hatte bis zum Ableben des letzten Grafen von und zu Grohenburg und Hohengeroldseck im Jahr 1692 zur Gemarkung Orschweier gehört. In einem Lehensbrief aus dem Jahr 1717 ist dann das Gebiet mit der Kapelle als Mahlberger Besitz erwähnt. Die Herren Boecklin von Boecklinsau erwarben 1834 in Orschweier Eigentum, allerdings nicht mehr als "Grundherren".  Am 1. Oktober 1973 wurde Orschweier im Zuge der Gemeindereform in die Stadt Mahlberg eingemeindet.

### Demographie
Einwohnerzahlen nach dem jeweiligen Gebietsstand.
| Jahr | Einwohnerzahl |
| ---- | ------------- |
| 1961 | 860           |
| 1970 | 943           |

## Politik

### Wappen
Die Blasonierung des Wappens von Orschweier lautet: „In Rot eine goldgestielte, grünbespitze, goldene Rose mit vier grünen Blättern, überdeckt von einem goldenen Astschrägkreuz, beseitet von je einem sechsstrahligen goldenen Stern.“

## Wirtschaft und Infrastruktur

### Bildung
In Orschweier gibt es eine Grundschule in Eigenverwaltung. Im Gebäude ist zudem die „Hansjakob-Förderschule“ für den Ortenauer Südbezirk untergebracht, welche anteilig von den benachbarten Südbezirks-Gemeinden Ettenheim, Ringsheim, Rust und Kappel-Grafenhausen mit finanziert wird.

### Verkehr
In Orschweier gibt es einen Bahnhof an der Rheintalbahn. Dieser wird im Stundentakt vom Regional-Express beziehungsweise der Regionalbahn nach Offenburg und Basel bedient. Vom 22. Dezember 1893 bis 31. August 1966 verkehrte die Lokalbahn Rhein–Ettenheimmünster. Diese wurde jedoch vollständig abgebaut. Das Bahnhofsgebäude selbst ist ein Werk des Architekten Friedrich Eisenlohr.
Durch Orschweier führt die Landstraße 103 und die Kreisstraße 5345.